# Gotowość bojowa
Gotowość bojowa – zdolność wojsk do podjęcia w określonym czasie działań bojowych. Poziom gotowości bojowej zależy od stanu morale wojsk, poziomu ich wyszkolenia i wyposażenia, stanu ukompletowania, stopnia zabezpieczenia materiałowego i technicznego oraz gotowości alarmowej i mobilizacyjnej. W niektórych rodzajach wojsk i sił zbrojnych rozróżnia się kilka stanów gotowości bojowej ustalonych odpowiednimi instrukcjami, regulaminami i rozkazami.

## Stany gotowości bojowej
W 2018
- Stan stałej gotowości bojowej

Stała GB polega na wykonywaniu zadań bojowych i mobilizacyjnych przez oddziały o niepełnych stanach oraz gotowość do sprawnego mobilizacyjnego rozwinięcia jednostek nowo formowanych i wydzieleniu ludzi do rozwijania bazy mobilizacyjnej.
- Stan podwyższonej gotowości bojowej

Istotą podwyższonej GB jest stworzenie dogodnych warunków do sprawnego osiągania wyższych stanów gotowości bojowej. Realizowana jest pod pozorem ćwiczeń, kontroli oraz obsługi uzbrojenia i sprzętu lub innych zamierzeń szkoleniowych w miejscu stałej dyslokacji i w rejonach pełnienia dyżurów bojowych. W tym czasie zwiększa się ilość sił i środków w jednostce, ogranicza podróże służbowe i urlopy, wzmacnia ochronę dowództw, sztabów, stanowisk dowodzenia oraz obiektów wojskowych, odwołuje się przebywających poza jednostkami żołnierzy do macierzystych oddziałów. Można też zatrzymać w jednostkach przeszkalanych żołnierzy rezerwy, będących na przydziałach mobilizacyjnych lub wydawać wyznaczonym żołnierzom broń osobistą.
- stan gotowości bojowej – zagrożenie wojenne

Gotowość bojowa zagrożenia wojennego to osiągnięcie gotowości do osłony zarówno granicy państwowej, jak i własnego terytorium. W tym stanie gotowości mobilizowane są jednostki wojskowe i realizowane przedsięwzięcia związane z osiągnięciem zdolności do działania głównych sił obronnych. W wojskach utrzymuje powyżej 80% stanu ewidencyjnego żołnierzy w gotowości do rozpoczęcia działań w czasie krótszym niż 12 godzin. Jednostki pobierają uzbrojenie i sprzęt oraz środki bojowe przechowywane poza MSD, wydawana jest żołnierzom amunicja, środki opatrunkowe i pakiety przeciwchemiczne oraz znaki tożsamości. Uzbraja się pojazdy bojowe, statki powietrzne oraz okręty, pozostałe zapasy amunicji ładuje się na środki transportu.
- stan pełnej gotowości bojowej

Pełna GB to osiągnięcie przez siły zbrojne państwa zdolności do jego militarnej obrony. W tym stanie wszystkie jednostki osiągały zdolności do działań bojowych, rozwija się wojenny system uzupełnień, przekazywane są lub zniszczone dokumenty zbędne w działaniach bojowych, następuje przejście na gospodarkę i zaopatrywanie czasu wojennego oraz wprowadza się do użycia pieczęcie, numery przeznaczone na czas „W”, oznakowuje się pojazdy, statki powietrzne i okręty według zasad obowiązujących w czasie wojny, wprowadza w uczelniach i szkołach wojskowych odpowiednio dostosowane programy kształcenia żołnierzy.

## Kategorie gotowości bojowej
| Kategoria | Czas osiągania gotowości | Procent ukompletowania jednostki              |
| --------- | ------------------------ | --------------------------------------------- |
| 1         | do 2 dni                 | powyżej 80% etatu                             |
| 2         | 3 – 5 dni                | powyżej 80% etatu                             |
| 3         | 6 – 10 dni               | powyżej 80% etatu                             |
| 4         | 11 – 20 dni              | powyżej 80% etatu                             |
| 5         | 21 – 30 dni              | powyżej 60% etatu                             |
| 6         | 31 – 60 dni              | ukompletowanie zmienne – dostosowane do zadań |
| 7         | 61 – 90 dni              | ukompletowanie zmienne – dostosowane do zadań |
| 8         | 91 – 180 dni             | ukompletowanie zmienne – dostosowane do zadań |
| 9         | 181 – 365 dni            | ukompletowanie zmienne – dostosowane do zadań |
| 10        | powyżej jednego roku     | ukompletowanie zmienne – dostosowane do zadań |

## Gotowość bojowa w NATO
Sił lądowych
W końcowym okresie zimnej wojny związki taktyczne i oddziały wojsk lądowych zaliczane były do 3 kategorii:
- kategoria A – sztaby związków taktycznych, jednostki o ukompletowaniu 80-85% stanu osobowego oraz 100% uzbrojenia, wyposażenia i zapasów
- kategoria B – sztaby związków taktycznych, jednostki o ukompletowaniu 60-65% stanu osobowego oraz 100% uzbrojenia, wyposażenia i zapasów
- kategoria C – jednostki o ukompletowaniu 50% stanu osobowego oraz 100% uzbrojenia, wyposażenia i zapasów.

Gotowość bojową do działań określana była w skali 1 do 5:
- gotowość bojowa nr 1 – 2 doby
- gotowość bojowa nr 2 – od 2 do 4 dób
- gotowość bojowa nr 3 – od 5 do 15 dób
- gotowość bojowa nr 4 – od 6 do 30 dób
- gotowość bojowa nr 5 – powyżej 30 dób

Marynarki wojennej
W końcowym okresie zimnej wojny siły morskie realizowały:

W stałej gotowości bojowej
- stałe i ruchome dozory okrętowe na morzu
- w bazach morskich i punktach bazowania floty wq wydzielone okręty pełniły dyżur bojowy
- utrzymywano okręty w I linii
- utrzymywano okręty w rezerwie w gotowości od 3 do 7 dni
- remontowane okręty (II linia) utrzymywano w gotowości do 30 dni

W podwyższonej gotowości bojowej

- podwajano liczbę okrętów pełniących służbę dozorową
- zwiększano do ponad 50% okręty będące w I linii, w gotowości 1–3 godzinnej
- przenoszono do linii okręty rezerwy
- przyspieszano remonty okrętów na stoczniach